# Paris, Paris – Monsieur Pigoil auf dem Weg zum Glück
Paris, Paris – Monsieur Pigoil auf dem Weg zum Glück ist ein französisches Musikdrama von Christophe Barratier aus dem Jahr 2008.

## Handlung
Paris im Jahr 1936: Pigoil ist des Mordes angeklagt. Vor dem ihn verhörenden Beamten erzählt er, wie es zu dem Mord kam.
Pigoil ist Bühnenarbeiter beim kleinen Musiktheater „Chansonia“ mitten im Pariser Stadtteil Faubourg Saint-Marcel. Gerade läuft im Theater die Silvestershow, doch die Geschäfte gehen schlecht und Immobilienmakler Galapiat, dem das Gebäude gehört und der wieder keine Miete vom Theaterdirektor erhält, schließt das „Chansonia“ pünktlich zum Jahreswechsel.
Einige Monate später: Das leerstehende „Chansonia“ verfällt, die ehemaligen Mitglieder der Truppe sind arbeitslos und wissen kaum, was sie mit ihrer Zeit anfangen sollen. Pigoil, dessen Frau sich inzwischen von ihm getrennt hat, ergibt sich dem Wein, der Gewerkschafter Milou will immer öfter Streiks unter den Arbeitern anfachen und wird von den erstarkenden Rechtsradikalen verfolgt, und der talentlose Stimmenimitator Jacky probt fleißig neue Programme mit schlechten Gags und stellt sich vergeblich bei anderen Revuetheatern vor. Pigoils Sohn Jojo, der seit der Scheidung der Eltern bei seinem Vater lebt, verdient mit seinem Akkordeonspiel heimlich das Geld und bezahlt damit unbemerkt Pigoils Schulden. Als die Polizei Jojo aufgreift und das Sorgerecht wegen der Arbeitslosigkeit Pigoils der Mutter zuspricht, bricht für Pigoil eine Welt zusammen. Er will wieder arbeiten, um Jojo zu sich zurückzuholen.
Als Jacky das „Chansonia“ heimlich zu seiner illegalen Privatbühne umfunktioniert und Milou entscheidet, dass das Theater revolutionär besetzt werden sollte, kann Pigoil den Eigentümer Galapiat überzeugen, das Theater an sie zu vermieten – bezahlen wollen sie mit den Eintrittsgeldern der Shows. Galapiat stimmt zu. Bei einem Casting entdeckt die Truppe die junge Douce, die gerade erst nach Paris gekommen ist. Zwar begegnet vor allem Milou ihr reserviert, hat sich doch Galapiat ihr bereits als Beschützer aufgedrängt, doch überzeugt Douce das Publikum als Sängerin. Sie bleibt das einzige Glanzlicht in einem Revue-Programm, das dilettantisch gemacht ist und dem bald die Zuschauer ausbleiben. Auch die Darsteller werden sich untereinander feind, da sich Jacky vom rechtsextremen Galapiat für seine Zwecke missbrauchen lässt und seine Scherze auf den rechtsextremen Parteiversammlungen präsentiert. Immer mehr Künstler kündigen dem „Chansonia“, Pigoil weigert sich, für den rechten Galapiat Theater zu machen, und auch Douce folgt einem neuen Angebot auf eine größere Bühne – sie verärgert damit sowohl ihren Gönner Galapiat als auch Milou, mit dem sie eine Liebesbeziehung begonnen hat.
Unweit des „Chansonia“ lebt Max, den alle nur Monsieur Radio nennen, weil er seit Jahren nur in seiner Wohnung vor dem Radio sitzt. Er war früher musikalischer Leiter im „Chansonia“ und der Geliebte von Douces Mutter. Die hatte für ihr Engagement im „Chansonia“ mit dem dortigen Verantwortlichen schlafen müssen und war daraufhin mit Douce schwanger geworden. Monsieur Radio erkennt in Douce die Tochter seiner Geliebten und reist ihr zu ihrem Engagement nach. Sie singt auf der Bühne eines seiner Lieder, das ihr ihre Mutter beigebracht hatte und Monsieur Radio plant mit ihrer Hilfe, das „Chansonia“ wieder zu einer bedeutenden Bühne zu machen. Douce ist es, die Galapiat bittet, den Mitarbeitern des „Chansonia“ eine zweite Chance zu geben. Er will als Gegenleistung sie – solange sie ihn jedoch nicht aus freien Stücken lieben kann, soll sie wenigstens keinen anderen Geliebten haben. Währenddessen wird Jojo durch Milou und Jacky von seiner Mutter zurück zu Pigoil geholt, der dadurch seinen alten Lebensmut zurückgewinnt.
Die neue Revue Faubourg 36 mit der Musik Monsieur Radios wird ein voller Erfolg. Man bietet der Truppe Tourneen an, die Shows sind stets ausverkauft und das Geld fließt. Douce jedoch gibt ihre neu begonnene Affäre mit Milou nicht auf, der jeden Abend im „Chansonia“ übernachtet und die Eintrittsgelder bewacht. Am 14. Juli 1936, dem Nationalfeiertag, übernimmt Jacky die Bewachung der Gelder, damit Milou und Douce zusammen feiern können. In der Nacht überfallen Galapiats Männer ihn, den sie für Milou halten, und verletzen ihn so schwer, dass er kurz darauf im Krankenhaus verstirbt. Milou begibt sich mit einem Revolver zu Galapiat, der ihm die Waffe wegschlägt und wiederum ihn mit einer Pistole bedroht. Der herbeigeeilte Pigoil erschießt Galapiat mit Milous Waffe.
Pigoil endigt die Beschreibung der Vorgänge, die zum Mord führten. Er wird verhaftet und erst kurz nach Kriegsende 1945 aus dem Gefängnis entlassen. Seine Freunde empfangen ihn erfreut, doch führt sein erster Weg zum „Chansonia“, wo sein erwachsener Sohn inzwischen eine eigene Show hat. Pigoil hat den Faubourg bis zu seinem Lebensende nicht mehr verlassen.

## Produktion
Paris, Paris wurde vom 8. Juli bis zum 18. Oktober 2007 in Prag und Paris gedreht. Mit dem Hauptdarsteller Gérard Jugnot hatte der Regisseur Christophe Barratier bereits 2004 in dem französisch-schweizerischen Kinofilm Die Kinder des Monsieur Mathieu einen kommerziellen Erfolg in Frankreich. Der Straßenzug, in dem der größte Teil des Films spielt, wurde zu diesem Zweck als Set auf einem Feld in der Nähe von Prag gebaut und nach den Dreharbeiten komplett zerstört. Das Innere des Theaters wurde als Studiokulisse entwickelt, da die aufwendigen Filmarbeiten in einem bestehenden Theater nicht realisierbar schienen.
Der Film erlebte seine Uraufführung am 6. September 2008 auf dem Toronto International Film Festival in Kanada. Am 24. September 2008 kam der Film in die französischen Kinos und war ab dem 27. November 2008 auch in den deutschen Kino zu sehen.
Im Film sind zahlreiche Lieder zu hören. Die Musik stammt von Reinhardt Wagner, die Liedtexte schrieb Frank Thomas:
- Sous le balcon de Maria: gesungen von Gilles Sanjuan
- Loin de Paname: gesungen von Nora Arnezeder
- Un recommencement: gesungen von Nora Arnezeder
- Il y a: gesungen von Kad Merad
- Les Dingues: gesungen von  Clovis Cornillac und Kad Merad
- Attachez-moi: gesungen von Nora Arnezeder
- Enterrée sous le bal: gesungen von Nora Arnezeder
- Partir pour la mer: gesungen von Nora Arnezeder, Clovis Cornillac, Gérard Jugnot und Kad Merad
- Le Môme Jojo: gesungen von Clovis Cornillac, Gérard Jugnot, Kad Merad und Frédéric Papalia
- Y’aura jamais d’accordéon: gesungen von François Morel
- Les Flageolets: gesungen von François Jérosme
- Est-ce que Raymonde est blonde?: gesungen von Kad Merad
- Aime-moi, interprétée par Manuela Gourary
- Une guitare, une femme et mon île: gesungen von Philippe Scagni

Gérard Jugnot und Pierre Richard hatten zuvor bereits in Das Spielzeug, Ein Tollpatsch auf Abwegen und Der Regenschirmmörder zusammen vor der Kamera gestanden. Damals spielte Richard jeweils die Hauptrolle und Jugnot in einer Nebenrolle. Die Partei S.O.C. ist eine Erfindung des Drehbuchautors, der diese nach eigener Aussage aus verschiedenen politischen Strömen der Zeit des Films zusammensetzte.

## Kritik
Der Filmdienst bezeichnete Paris, Paris als eine „Chanson-Ensemble-Komödie mit beschwingt-romantischer Musik, die Zeitkolorit und Milieu trefflich einfängt. Ein auch darstellerisch hervorragender Film, bei dem allein die Revue-Szenen keine rechte Einheit mit den dunklen Straßenszenen und Außenaufnahmen finden und sich private und politische Ebene nicht ganz überzeugend durchdringen.“

## Auszeichnungen
Paris, Paris erhielt 2009 den Étoile d’Or in der Kategorie Beste Filmmusik; Nora Arnezeder wurde als Beste Nachwuchsdarstellerin ausgezeichnet. Im selben Jahr erhielt Nora Arnezeder auch den Prix Lumières in der Kategorie Beste Nachwuchsdarstellerin.
Paris, Paris war in fünf Kategorien für den César nominiert, erhielt jedoch keine Auszeichnung. Im Jahr 2010 wurde Loin de Paname als Bester Filmsong für den Oscar nominiert, unterlag jedoch The Weary Kind aus dem Film Crazy Heart.